# Bisdom Koszalin-Kołobrzeg

Bisdommen in Polen
30. Aartsbisdom Szczecin-Kamień
31. Bisdom Koszalin-Kołobrzeg
32. Bisdom Zielona Góra-Gorzów

Het bisdom Koszalin-Kołobrzeg (Latijn: Dioecesis Coslinensis-Colubregana, Pools: Diecezja Koszalińsko-Kołobrzeska) is een in Polen gelegen rooms-katholiek bisdom met zetel in de stad Koszalin. Het bisdom behoort tot de kerkprovincie Szczecin-Kamień, en is samen met het bisdom Zielona Góra-Gorzów suffragaan aan het aartsbisdom Szczecin-Kamień.

## Geschiedenis
Het bisdom Koszalin-Kołobrzeg is met de apostolische constitutie "Episcoporum Poloniae coetus" van paus Paulus IV op 28 juni 1972 opgericht. Het gebied behoorde daarvoor deels toe aan het bisdom Berlijn en deels aan de prelatuur Schneidemühl. Deze voormalige Duitse gebieden stonden sinds september 1945 echter al onder bestuur van een administrator. De oprichting van een bisdom in de regio Koszalin-Kołobrzeg voert terug op het feit dat Kołobrzeg in het jaar 1000 enige tijd bisschopszetel was van de eerste bisschop Reinbern van Pommeren.

## Bisschoppen van Koszalin-Kołobrzeg
1. 1972-1992 Ignacy Jeż
2. 1992-1996 Czesław Domin
3. 1996-2004 Marian Gołębiewski
4. 2004-2007 Kazimierz Nycz
5. sinds 2007 Edward Dajczak

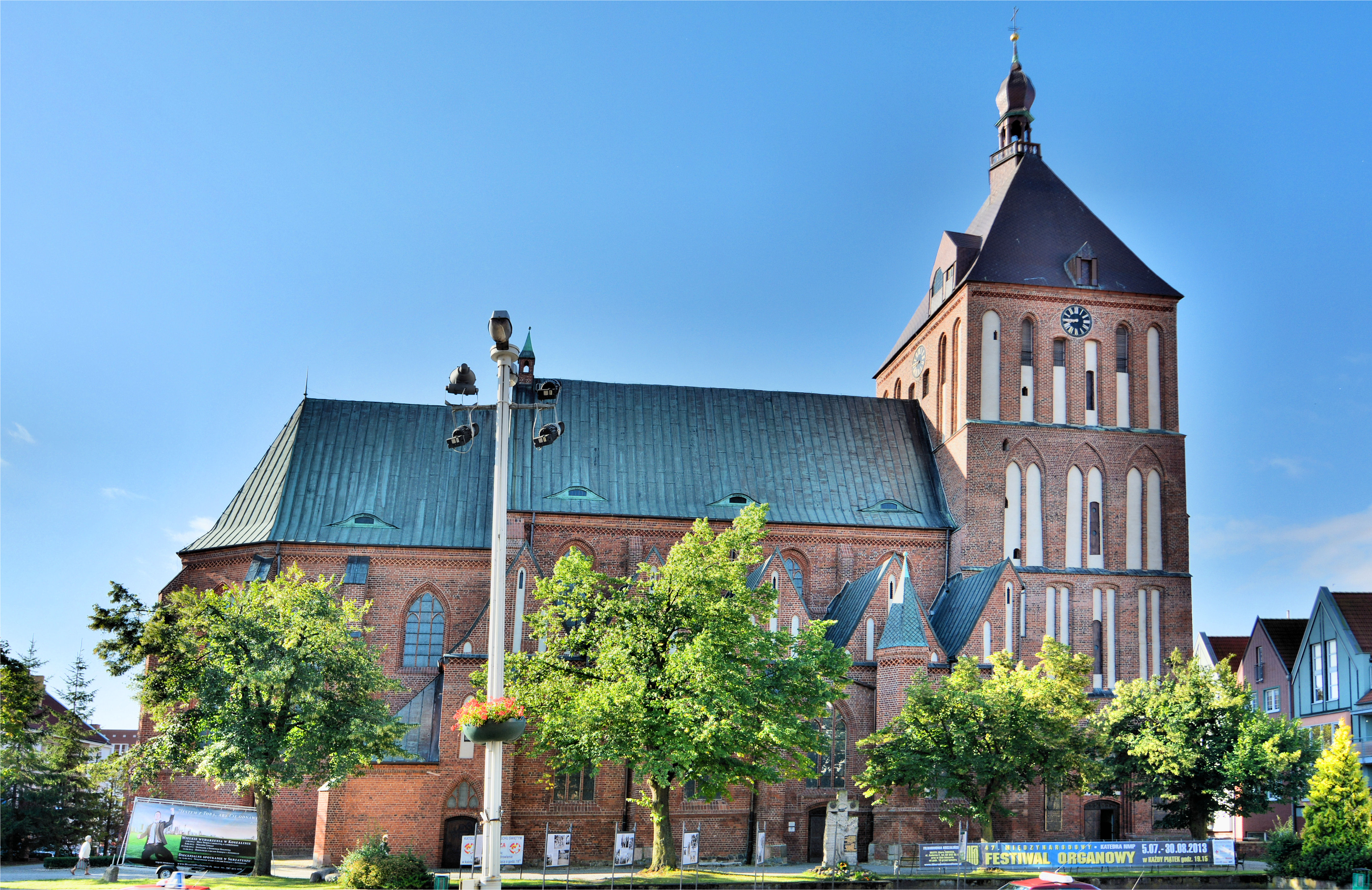
Kathedraal van Koszalin
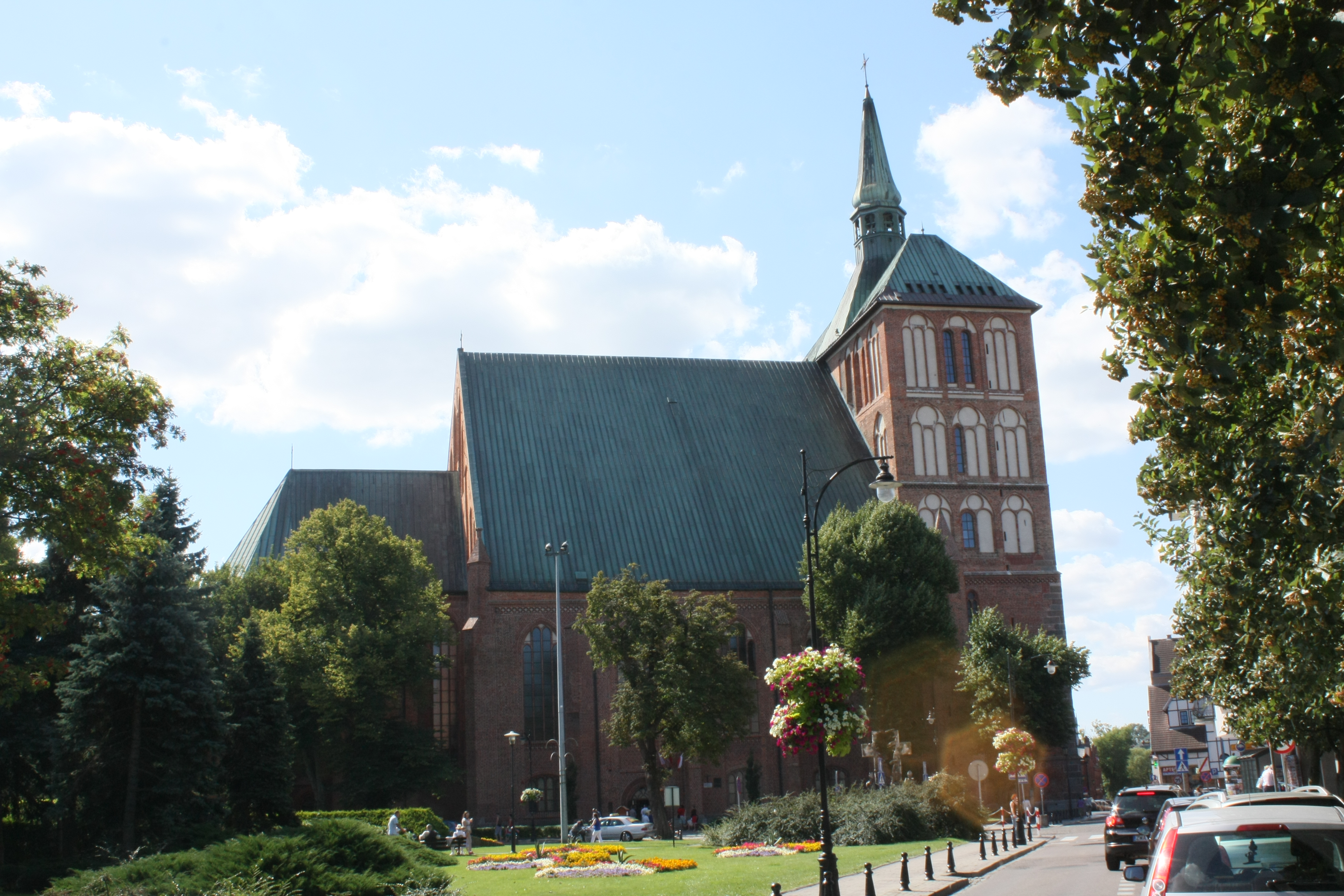
Cokathedraal van Kołobrzeg